# دزنترز کریشانیس
دزنترز کریشانیس (انگلیسی: Dzintars Krišjānis; ۴ ژوئن ۱۹۵۸ – ۱۶ مارس ۲۰۱۴) قایقران روئینگ اهل لتونی بود.